# Rolando Blackman
Pour les articles homonymes, voir Blackman.
Rolando "Ro" Antonio Blackman (né le 26 février 1959 à Panama, Panama) est un joueur américain de basket-ball de NBA. Il fut All-Star et passa la plupart de sa carrière aux Mavericks de Dallas. Il est désormais « Director of Basketball Development » pour les Mavericks.

## Carrière de joueur
Ayant grandi à Brooklyn, New York, Blackman rejoint Kansas State University où il évolua sous les ordres de Jack Hartman. À Kansas State, Blackman a accumulé de nombreuses récompenses :
- En 1980, il fut nommé meilleur joueur de la Big Eight Conference et All-American.
- Il fit partie à trois reprises de la All-Big Eight selection.
- Il fut nommé à trois reprises Big Eight Defensive Player of the Year.
- Il a inscrit 1844 points en carrière, le deuxième meilleur total de l'histoire de Kansas.

Peu avant le début de sa saison senior, Blackman était retenu comme titulaire de l'équipe américaine devant disputer les Jeux olympiques d'été de 1980, mais n'y participa pas à cause du boycott décrété par le président Jimmy Carter.
En 1996, quand la Conférence « Big Eight » devint la « Big 12 », Blackman fut nommé dans la « AP all-time All-Big Eight basketball team ».
Le numéro 25 de Blackman a été retiré par Kansas State lors d'une cérémonie à mi-temps d'un match face à Iowa State le 17 février 2007.

## NBA
Rolando Blackman fut drafté par les Mavericks au premier tour (neuvième rang) lors de la draft 1981. En onze saisons avec les Mavericks, Blackman fut nommé All-Star à quatre reprises et disputa les playoffs à six reprises. Blackman inscrivit 16 643 points avec les Mavericks, ce qui en fait le deuxième marqueur de la franchise derrière Dirk Nowitzki qui le dépasse lors de la saison 2007-2008.
Blackman passa ses deux dernières saisons en NBA avec les Knicks de New York. Quand il se retira des parquets à l'issue de la saison 1993-1994, il totalisa 17 623 points, 3 278 rebonds et 2 981 passes décisives. Cette statistique le place parmi le Top 60 des scoreurs de l'histoire de la NBA (juste derrière Magic Johnson). Son numéro 22 fut retiré par les Mavericks le 11 mars 2000.

## Europe
Rolando Blackman signa avec l'équipe grecque de l'AEK Athenes au cours de la saison 1994-95. La saison suivante, il évolua sous les couleurs de Stefanel Milano en Italie, remportant le titre de champion et la coupe d'Italie lors de la saison 1995-1996 avec une moyenne de 15,3 points par match. L'équipe atteignit aussi la finale de la coupe Korać, dans laquelle elle s'inclina face à Efes Pilsen İstanbul.

## Après le basket-ball
En 2000, Blackman a été recruté pour devenir defensive coordinator pour les Mavericks sous les ordres de l'entraîneur Don Nelson. La saison suivante, il devint entraîneur assistant pour l'équipe d'Allemagne remportant la médaille de bronze au championnat du monde 2002 à Indianapolis. Lors de la saison 2004-2005, Blackman fut engagé en tant que consultant à la télévision de l'équipe des Mavs avec Matt Pinto et Bob Ortegel. Lors de la saison 2005-2006, Blackman retourna sur le banc des Mavericks, devenant entraîneur assistant. En juillet 2006, il fut promu au poste de Director of Player Development.
Lors des Finales NBA 2006, l'ancien entraîneur de Blackman aux Knicks de New York, Pat Riley, admit que de se priver de Rolando Blackman et de privilégier John Starks lors des Games 6 et 7 des Finales NBA 1994 fut sa plus grande erreur de sa carrière et qu'il ne l'a jamais oublié.
En juillet 2004, Blackman a épousé Laura. Il a quatre enfants et réside à Dallas, Texas.
Blackman fait partie du conseil d'administration de la fondation « Assist Youth », dont le but est d'aider les enfants défavorisés de Dallas et à travers le monde.

## Pour approfondir
- Liste des meilleurs marqueurs en NBA en carrière.